# 卡尔曼·佩雷拉
卡尔曼·佩雷拉（葡萄牙語：Carmen Pereira，1937年—2016年），几内亚比绍女性政治人物，1984年曾短暂任职三天代理总统，成为非洲历史上第一位女性国家元首，几内亚比绍历史上唯一一位女总统。2016年逝世。